# Antun Labak
Antun Labak (* 14. Juli 1970 in Josipovac) ist ein ehemaliger kroatischer Fußballspieler und heutiger Trainer.

## Karriere

### Als Spieler
Der 1,83 m große Stürmer absolvierte in den Jahren 2000 und 2001 insgesamt 45 Bundesligaspiele für Energie Cottbus und erzielte dabei acht Tore. Daneben spielte er für die Lausitzer sowie für Stuttgarter Kickers, LR Ahlen und Eintracht Trier insgesamt 187 Mal in der zweiten Liga und erzielte dort 43 Tore. Wegen seines Torjubels erhielt Labak bei Cottbus den Beinamen „Pistolero“.

### Als Trainer
Seit 2014 ist Labak hauptsächlich als Amateurtrainer in seiner kroatischen Heimatregion Osijek-Baranja aktiv. In der Saison 2017/18 betreute er den Drittligisten NK Marsonia Slavonski Brod und erreichte dort den 4. Platz in der Gruppe Ost.